# 마암초등학교 (경남)
마암초등학교는 대한민국 경상남도 고성군 마암면 도전리에 있는 공립 초등학교이다.

## 학교 연혁
- 1928년 5월 15일 마암공립보통학교 개교
- 1938년 4월 1일 마암공립심상소학교로 개칭[1]
- 1941년 4월 1일 마암공립국민학교로 개칭[2]
- 1946년 9월 1일 삼락국민학교 분리
- 1965년 3월 1일 좌련국민학교 분리
- 1979년 3월 5일 병설유치원 개원
- 1988년 5월 15일 개교 60주년 기념행사
- 1995년 2월 24일 급식소 완공
- 1996년 3월 1일 마암초등학교 개칭[3]
- 2017년 2월 15일 제87회 졸업식(총 5012명)
- 2017년 3월 1일 제28대 이점자 교장 취임

## 학교 상징
- 우리 학교 꽃 - 영산홍 : 붉은 꽃이 한데 모여 피므로 마암 어린이의 상징을 나타냄
- 우리 학교 나무 - 태산목 : 쭉뻗은 힘찬 기상과 백옥같은 순결함을 나타냄

## 참고 자료
- 마암초등학교 - 한국교육학술정보원 학교알리미